# Страхи Фонда
«Страхи Фонда» (другие варианты перевода: «Страхи Основания», «Страхи Академии», англ. Foundation’s Fear) — научно-фантастический роман американского писателя Грегори Бенфорда написанный в 1997 году, созданный по Вселенной Основания Айзека Азимова. Это первая книга Второй трилогии Основания (Академии), межавторского цикла написанного после смерти Азимова тремя авторами, по заказу литературных представителей с разрешения наследников.
Появившийся после смерти Айзека Азимова, этот роман является частью будущей истории доктора Селдона. Точнее, события, представленные Бенфордом в этом романе, происходят в 12028 году Галактической эры, что помещает их между двумя первыми главами, озаглавленными «Эдо Демерзель» и « Клеон I», романа «Путь к основанию», написанного Азимовым.

## Стиль и тематика
Его основными литературными особенностями являются интенсивное использование диалога и изложение сложных описательных картин исторического становления Галактической Империи, продукта практического применения уравнений психоисторической науки.
К этому добавляется чёткий юмористический тон, выраженный в различных ситуациях, таких как соревнование между самоубийцами Трантора, которые боролись за присуждение миллионной суммы и которые на протяжении тысячелетий сбрасывали себя с вершин императорских балконов, или странная церемония «салютного гардероба», которая представляет собой обряд социального посвящения, которому подвергается Гэри Селдон, заключающийся в том, чтобы коллективно раздеться вместе с тысячами других претендентов на государственные должности.
Роман представляет собой любопытное слияние литературных вселенных Бенфорда и Азимова. Бенфорд объединяет некоторые из своих литературных задач, таких как программы вычислительного искусственного интеллекта, воплощённые в двух симулякрах (симах) под названием «Вольтер» и «Жанна д'Арк», те, которые воскрешены Селдоном в стремлении проверить свои психоисторические теории. Такие симы активируются благодаря огромным объёмам памяти и вычислительным возможностям в руках частной компании. Присутствует и идея соединения человеческого восприятия и сознания с животным.
Роман Бенфорда разворачивается в тот самый момент, когда Гэри Селдон назначается премьер-министром императором Клеоном I, правителем Галактической Империи. Селдон должен пережить несколько покушений со стороны своих политических противников. Он пытается подтвердить свою теорию психоистории, используя в качестве модели общество шимпанзе и древние программы искусственного интеллекта, эксгумированные на планете Сарк. С помощью Р. Даниэля Оливо и его роботов, а также инопланетных разумов, с которыми он должен договориться, ему удаётся победить своих врагов и неохотно получить доступ к политическому посту, возложенному на него. Роман описывает главного героя в человеческих и интимных терминах, особенно в отношении его жены Дорс Венабили, гуманистического робота, защищающего его существование по поручению Р. Даниэля Оливо.
Роману удается ответить на решающие вопросы, на которые сам Азимов не ответил. Почему в Галактике не хватает разумных инопланетных сущностей? Существуют ли следы таких интеллектов? И если они существуют, где они находятся? Почему Млечный Путь населен только людьми? Как Селдон мог занимать пост премьер-министра и одновременно заниматься развитием своей науки? Как Трантор был социально структурирован? Какие сложности были у психоисторической науки? Какую роль играли компьютеры? Существовали ли механические эквиваленты роботов?
На все эти вопросы Бенфорд даёт удовлетворительный ответ. Например, на первый вопрос роман даёт мастерский ответ: инопланетные галактические цивилизации были полностью сметены в неком космическом геноциде — «пожар в прерии» — флотами роботов, посланных в начале галактической колонизации и, по-видимому, без ведома тех же людей. Такое преступление приводит к стыду того же Даниэля, высшего роботизированного интеллекта и друга Селдона. Остатки инопланетной жизни выжили в цифровом виде в центре Галактики и со временем вторглись в сетку Трантора (эквивалент Интернета). Селдон вступает в контакт с такими разумами и с ужасом узнает правду о геноциде. Этот ответ ещё больше объединяет азимовский цикл роботов с Империей и Основанием. Роботы, герои ранних рассказов Азимова, наделённые своими изобретателями знаменитыми тремя законами робототехники, в конечном итоге уничтожили интеллектуальное биоразнообразие Галактики в покорном стремлении способствовать развитию человеческого рода; таким образом, и логически, они готовят почву для последующей звёздной колонизации и создания Галактической Империи без малейшего инопланетного противодействия.
Естественно, роман представляет некоторые несоответствия Вселенной Азимова. Как, например, тот факт, что Даниэль заявляет, что у него нет способности манипулировать эмоциями Селдона, когда в романе «Прелюдия к Основанию» явно раскрывается такая способность. Другим несоответствием было использование червоточин как средства межзвёздной навигации, в отличие от «гиперпространственного прыжка» Азимова. Хотя в романе Бенфорд кратко упоминает о гиперпространственном прыжке,- технически он возможен, но экономически не выгоден. В то время как Бенфорд характеризует помощника Селдона Юго Амариля — как страстного националиста далити, Азимов представляет его как человека вырванного из прежней среды, чуждого другим интересам, кроме интересов психоистории.
Но не следует забывать, что сами романы саги, написанные Азимовым, что и он сам признавал, содержали такие же несоответствия. В общем, роман в сочетании с романами Грега Бира («Фонд и хаос») и Дэвида Брина («Триумф Фонда») значительно расширяет Вселенную азимовского Основания.

## Краткое содержание
Император Клеон I хочет назначить Гэри Селдона Премьер-министром Галактической Империи. Могущественный член Высшего совета Трантора Бетан Ламерк выступает против назначения независимого Селдона. Сам Селдон неохотно принимает эту должность из-за временных ограничений, которые отвлекают его от психоисторического проекта. Проект возглавляют Селдон, Юго Амариль и супруга Селдона Дорс Венабили — продвинутый робот в облике человека. Однако Селдону необходимо выслужиться перед императором, и он неофициально советует Клеону I Например, Селдон предлагает указ, который стирает имена террористов из записей, лишая их бессмертия, препятствуя хаотичным действиям.
Помимо психоисториков, большая часть действия романа вращается вокруг продвинутых разумных симуляций (симов) Жанны д’Арк и Вольтера. Симы были воссозданы Artifice Associates, исследовательской компанией, расположенной в секторе Даль Трантора. Программисты технокомпании Марк и Сибил планируют использовать симов Жанны / Вольтера для двух прибыльных проектов. Во-первых, психоисторический проект Гэри Селдона. Во-вторых, две крупные партии транторианского сектора Юнин «Хранители веры наших отцов» против «Сообщества скептиков» обсуждают вопрос о том, следует ли создавать механические существа, наделенные искусственным интеллектом. И если да, то должны ли они получить полное гражданство. Сторонником Хранителей будет Жанна, сторонником Скептиков Вольтер.
Спасаясь от боевиков члена Верховного Совета Бетана Ламерка Гэри Селдон и Дорс Венабили бегут с Трантора. Во время своей галактической одиссеи Гэри и Дорс переживают виртуальную реальность в образе шимпанзе на планете Панокопия (в рус. издании Сатирукопия). Они также посещают суматошный мир Нового Возрождения, — планету Сарк.
Тем временем, на Транторе, симы Жанна и Вольтер сбегают в Сеть Трантора (эквивалент Интернета). Жанна и Вольтер взаимодействуют с древними инопланетянами в виртуальной сети. Эти инопланетяне покинули физическое пространство Трантора, когда терраформирующие роботы прибыли на Трантор более 20 000 лет назад. Через Жанну и Вольтера Гэри вступает в союз с виртуальными пришельцами. Пришельцы помогают Селдону вернуться на Трантор и победить члена Высшего совета Ламерка благодаря тик-току. Роман заканчивается тем, что Селдон принимает пост первого министра императора Клеона.